# Castell de Gandesa
El Castell de Gandesa és un edifici medieval de Gandesa (Terra Alta) declarada Bé Cultural d'Interès Nacional.

## Descripció
El castell se situaria en una petita elevació al nord oest de l'actual vila, entre els carrers del castell i del Pes Vell. Només queda el topònim i vells murs aprofitats per cases de la vila.

## Història
Castell termenat. Documentat el 1180.